# Лодкари по Волга
„Лодкари по Волга“ (на италиански: I battellieri del Volga) е приключенски филм от 1959 година на режисьора Виктор Турянски с участието на Джон Дерек, Елза Мартинели и Даун Адамс, копродукция на Франция, Италия и ФРГ.

## Сюжет
Царска Русия по време на управлението на Александър III. Капитан Алексей Орлов (Джон Дерек) деградира и е изпратен в наказателния батальон „Донбровка“ в Сибир, където трябва да се отърве от спомена за това, че генерал Горев (Шарл Ванел) е изнасилил годеницата му. Алексей обаче организира бягство и се присъединява към екипажа на лодкарите по Волга.

## В ролите
- Джон Дерек като Алексей Орлов
- Елза Мартинели като Маша
- Даун Адамс като Татяна
- Волфганг Прайс като Осип
- Герт Фрьобе като професора
- Шарл Ванел като генерал Горев
- Рик Баталия като Лисенко
- Нерио Бернарди като Елагин
- Нино Маркети като Михайлов
- Артуро Брагалия като принца
- Жак Кастело като Яковев
- Фьодор Шаляпин като Фомич